# Jeffrey Jey
Jeffrey Jey, pseudonimo di Gianfranco Randone (Lentini, 5 gennaio 1970), è un cantautore, compositore, rapper e musicista italiano.
Nella prima metà degli anni novanta è sia voce che front man del progetto dance Bliss Team, partecipando, al contempo, anche ad alcune produzioni con il progetto Da Blitz. Successivamente, nel 1998, confluisce nel gruppo Eiffel 65.

## Biografia

### Infanzia e adolescenza
Nasce a Lentini, in provincia di Siracusa, ma due anni dopo la sua famiglia si trasferisce a Brooklyn per poi fare ritorno nel 1984. I dodici anni trascorsi negli USA gli permettono di acquisire la conoscenza della lingua inglese; sempre in quel periodo si appassiona alle arti marziali dopo aver visto un film di Bruce Lee e inizia a praticarle, cimentandosi col tempo in varie discipline (Jeet Kune Do, MMA e Thai Boxe) anche per imparare a difendersi dai bulli.
Sempre negli USA nasce il nome d'arte che lo accompagnerà nella sua carriera da musicista: un suo amico americano, che non riesce a pronunciare correttamente il nome Gianfranco, inizia a chiamarlo proprio "Jeffrey". Anni dopo Randone, iniziando a lavorare nelle discoteche in qualità di MJ (Mic Jockey) e dovendo scegliere uno pseudonimo, unisce tale nome alla sigla MJ, diventando appunto Jeffrey Jey.
Viene da una famiglia di musicisti (il padre, Francesco, suonava cinque strumenti), ma da bambino sogna di diventare un medico chirurgo  e la passione per il canto emerge da adolescente.
Nello stesso periodo rimane impressionato dai primi sequencer e dalla musica elettronica: spinto dal padre, inizia a studiare pianoforte e si appassiona, iniziando a introdursi nel mondo della musica nel 1991 lavorando come cantante e intrattenitore presso la discoteca Malibù di Siracusa.

### Gli esordi nei Bliss Team (1993-1998) e i successi con gli Eiffel 65 (1998-2006)
Nel gennaio del 1993, a 23 anni, Gianfranco si trasferisce a Torino, dove inizia la sua carriera da professionista presso la Bliss Corporation come cantante, musicista e produttore: il primo progetto a cui presta la voce è Bliss Team, un gruppo dance formato col DJ Roberto Molinaro. Il singolo d’esordio, una cover di People Have the Power di Patti Smith, raggiunge nel 1993 il settimo posto nella classifica delle vendite.
Nel 1994 presta la sua voce a tre canzoni del gruppo Da Blitz, anch'esso sotto contratto con la Bliss Corporation, eseguendo le parti rappate nei brani Let me be, Take my Way e Stay with me; Let me be riscuote particolarmente successo, arrivando al nono posto della hit parade italiana dei singoli dance il 12 febbraio.
L’attività nel Bliss Team dura fino al 1998, piazzando in classifica negli anni altri singoli quali Livin’ on a Prayer (cover dei Bon Jovi), You make me cry, Hold on to Love e Love is forever. Nello stesso anno forma con Maurizio Lobina e Gabry Ponte gli Eiffel 65: il loro singolo di esordio, Blue (Da ba dee), diventa una hit mondiale l’anno seguente e riceve una nomination ai Grammy Awards 2001 per la categoria "Miglior canzone dance".
In quegli anni Randone è legato sentimentalmente alla cantante Neja.
Nel 2003 gli Eiffel 65 partecipano al Festival di Sanremo con Quelli che non hanno età, giungendo al quindicesimo posto in gara; il brano è tuttavia risultato essere il più trasmesso dalle radio tra quelli presentati alla kermesse e le esibizioni del gruppo torinese sono state le più viste durante la diretta televisiva su Rai 1. Nello stesso anno canta per il singolo da solista di Gabry Ponte The Man in the Moon.
Con gli Eiffel 65 vince, nel giro di sei anni, il triplo disco di platino negli Stati Uniti ed il disco di diamante in Francia con l'album Europop, il triplo platino in Germania, Regno Unito, Australia con Blue (Da Ba Dee) e il disco di platino per ogni singolo estratto in Italia dall'album Eiffel 65 (che a sua volta viene premiato con un disco d'oro).

### L'esperienza coi Bloom 06 (2006-2010), l'attività da solista e il ritorno degli Eiffel 65 conPanico
Nel settembre 2005 gli Eiffel 65 annunciano il loro scioglimento; il giugno successivo, insieme a Maurizio Lobina, Randone fonda i Bloom 06, in cui suona il basso, la chitarra e la batteria.
Il 29 novembre 2012 esce il suo primo singolo da solista, intitolato Out Of Your Arms. Sul finire dell'anno presta la sua voce a Roby Giordana e Tom Bessan per il brano Knockout e partecipa alla produzione di Dragostea Din Tei 2K13 insieme a Gabry Ponte, singolo poi pubblicato il 7 gennaio 2013.
L'8 marzo successivo pubblica il suo nuovo singolo The Color Inside Her, prodotto da Luca Vicini, già bassista dei Subsonica, a cui segue il 5 dicembre il videoclip Electronic Gangsta, realizzato in collaborazione con il gruppo di musica elettronica Urban Love del DJ e produttore Jois Audino.
Ad aprile 2015 collabora con Get Far e Provenzano con il singolo Party With You; nello stesso anno collabora con Robin Schulz cantando nel brano Wave Goodbye e ad ottobre canta il disco di Roby Giordana e Paolo Noise Break The Beat.
Nel 2016 viene annunciato il ritorno degli Eiffel 65 - senza tuttavia il coinvolgimento di Gabry Ponte - con un nuovo singolo, Panico, il primo inedito a distanza di dodici anni da Voglia di dance all night. Il demo della canzone viene pubblicato sul canale ufficiale di YouTube della Bliss Corporation il 2 aprile, mentre la versione finale esce il 1º giugno successivo, accompagnata da un video ufficiale.
Il 26 maggio 2017 esce con il singolo Adesso Per Sempre, seguito il 6 ottobre successivo da Sabbia. Nel 2018, oltre a proseguire la carriera da solista coi singoli Lega, Da quando ci sei te e Settembre, produce in collaborazione con Pilo e Pawax il singolo di Roby Giordana e Paolo Noise Vamos a la playa, cantata da Adrian Rodriguez.
A febbraio 2019 collabora con DJ Jump nell'album Back To The Feat, interpretando il brano Decide; il 12 aprile successivo pubblica il singolo Se ci fosse un domani. Il 24 gennaio 2020 esce il singolo War, targato Angemi ft. Jeffrey Jey.
Nel 2021 collabora con Roberto Turatti insieme a Chroma8 per il singolo My Lover.

## Discografia
Discografia Bliss Team
- 1993: People Have the Power [cover];
- 1993: Livin' On a Prayer [cover];
- 1994: Go!;
- 1995: You Make Me Cry;
- 1995: Hold On to Love;
- 1995: Love Is Forever;
- 1996: U Take Me Up;
- 1997: How Can We Survive;
- 1997: With or Without You; [cover].

Canzoni cantate con i Da Blitz
- 1994: Let Me Be;
- 1994: Take My Way;
- 1994: Stay With Me;
- 1995: Movin' On (Puertorico RMX).

Discografia ed album con gli Eiffel 65
- Europop (1999)
- Contact! (2001)
- Eiffel 65 (2003)

Discografia ed album con i Bloom 06
- Crash Test 01 (2006)
- Crash Test 02 (2008)

Singoli da solista e collaborazioni
- 1994: Orange Blue - If You Wanna Be My Only [voce di Melanie Thorton & Jeffrey Jey];
- 1994: Molella feat. Debbie & Jeffrey Jey - Change;
- 1995: Ronny Money feat. Jeffrey Jey - Don't You Know (The Devil's Smiling);
- 1997: The Dog - Without You [voce di Jeffrey Jey & Vivian B.];
- 2002: Gabry Ponte - The Man In The Moon [voce di Jeffrey Jey];
- 2004: Gabry Ponte - Depends On You [voce di Jeffrey Jey & Chiara Fiorenza];
- 2009: Wender & Gino Lo Spazzino - Tutto Rego Me Ne Frego [voce di Jeffrey Jey];
- 2010: Eletro Romance - Love Is All We Need [voce di Jeffrey Jey];
- 2011: dB Pure feat. Cartman & Jeffrey Jey - The Floor Is On Fire;
- 2012: Keemeraloop vs Tony La Rocca & Valerio M feat. Jeffrey Jey - You Got That Thing;
- 2012: BLISSENOBIARELLA feat. Jeffrey Jey - So Alive;
- 2012: Jeffrey Jey - Out of Your Arms;
- 2012: Roby Giordana vs Tom Bessan feat. Jeffrey Jey - Knockout;
- 2013: The Urban Love feat. Jeffrey Jey - Electronic Gangsta;
- 2013: Gabry Ponte feat. Haiducii & Jeffrey Jey - Dragonstea Din Tei 2k13;
- 2013: Jeffrey Jey - The Color Inside Her;
- 2015: Get Far, Provenzano, Jeffrey Jey - Party With You;
- 2015: Robin Shulz feat. Jeffrey Jey - Wave Goodbye;
- 2015: Roby Giordana & Paolo Noise - Break The Beat [voce di Jeffrey Jey];
- 2017: Jeffrey Jey - Adesso Per Sempre;
- 2017: Jeffrey Jey - Sabbia;
- 2018: Jeffrey Jey - Lega;
- 2018: Jeffrey Jet & Dino Brown - Da Quando Ci Sei Te;
- 2018: Jeffrey Jey - Settembre;
- 2019: Leo Bonarrivo - Señorita [voce di Jeffrey Jey];
- 2019: DJ Jump feat. Jeffrey Jey - Decide;
- 2019: Jeffrey Jey - Se Ci Fosse Un Domani;
- 2019: Leo Bonarrivo - Fiesta en Puerto Rico [voce di Jeffrey Jey];
- 2019: Marnik & KSHMR feat. Anjulie & Jeffrey Jey - Alone;
- 2020: Angemi feat. Jeffrey Jey - WAR;
- 2020: Mastik Lickers feat. Jeffrey Jey - Run Away;
- 2020: Leo Bonarrivo - Mi Paquita [voce di Jeffrey Jey];
- 2020: Chiedo Venia & Jeffrey Jey - Whole Lotta Love [cover];
- 2020: Roby Giordana feat. Jeffrey Jey - You Don't Know Me (Angelino Capobianco & Luca Piazzon 2020 Edit) [cover];
- 2020: DXCOVERY feat. Jeffrey Jey - Happy Children [cover];
- 2020: Jeffrey Jey - Foto;
- 2021: Jeffrey Jey, Mastik Lickers & Chris Burke - Just an Illusion;
- 2021: Leo Bonarrivo - Parada Do Sol [voce di Jeffrey Jey];
- 2021: Roberto Turatti - feat. Jeffrey Jey & Chroma8 - My Lover;
- 2022: The Black Roses feat. Jeffrey Jey - We Are The Punishers.
- 2024: Wlady Feat. Jeffrey Jey - It's Alright

Altri progetti all'interno della Bliss Corporation
- 1993: D.J.L. - Can't Let It Move [voce di Jeffrey Jey];
- 1993: X-Loop - Hup Hey Ho [voce di Jeffrey Jey];
- 1995: Record Take - Straight Away [voce di Jeffrey Jey & Vivian B.];
- 1995: Elettronica - Get It On [voce di Jeffrey Jey & Vivian B.];
- 1995: Funktastica - People C'mon [voce di Jeffrey Jey & Vivian B.];
- 1995: Funktastica - Hyperfunky [voce di Jeffrey Jey & Vivian B.];
- 1996: 5 Alive - Funky Revolution [voce di Jeffrey Jey & Vivian B.];
- 1996: Davinci - Going All The Way [voce di Jeffrey Jey & Vivian B.];
- 1996: Crayon - Please Come Back [voce di Jeffrey Jey];
- 1996: 3 Dee - The Mystic Of Life [voce di Jeffrey Jey];
- 1996: 3 Dee - Love Is The Message [voce di Jeffrey Jey];
- 1996: South Junction - Love & Harmony [voce di Jeffrey Jey];
- 1996: Sangwara - Gangsta's Paradise [cover con la voce di Jeffrey Jey];
- 1997: The Community Jam - Rain And Tears [cover con la voce di Jeffrey Jey & Vivian B.];
- 1997: Karmah - Your Woman [cover con la voce di Jeffrey Jey];
- 1997: Freaky Jam - Spending All My Time [voce di Jeffrey Jey & Vivian B.];
- 1998: 2-Pop vs. JJ - Open Your Heart [voce di Jeffrey Jey];
- 1998: Karmah - People Good To Me [voce di Jeffrey Jey];
- 1998: The Copymaster - I Don't Want To Miss One Thing [cover con la voce di Jeffrey Jey];
- 1998: The Copymaster - Say It Once [cover con la voce di Jeffrey Jey];
- 1998: 2 Nite Brothers feat. Wizard J - Dance Romance Medley Never Gonna Give You Up [cover con la voce di Jeffrey Jey];
- 1998: The Copymaster - Sweet Harmony (2 Nite Bros Remix) [cover con la voce di Jeffrey Jey];
- 1998: Minimal Funk - The Groovy Thang [voce di Jeffrey Jey];
- 1999: Dub Cut - Sunshine Day (Do Watcha Doin') [voce di Jeffrey Jey];
- 1999: The Copymaster - Narcotic [cover con la voce di Jeffrey Jey];
- 1999: The Copymaster - I Want It That Way [cover con la voce di Jeffrey Jey];
- 1999: The Copymaster - Goodbye [cover con la voce di Jeffrey Jey];
- 1999: The Copymaster - I'm Your Angel [cover con la voce di Jeffrey Jey];
- 1999: The Gang @ Gabry Ponte - Always On My Mind [voce di Jeffrey Jey];
- 2000: Zorolt - I Wanna Be [voce di Jeffrey Jey];
- 2001: Ghetto Blisters - When We Used To Dance [prima versione del pezzo Eiffel 65 - Non è per sempre]
- 2002: Metallic Glide - Hinei Ma Tov [voce di Jeffrey Jey & Stefania Piovesan];
- 2002: Metallic Glide - Digital Time (I Need You Tonight) [voce di Jeffrey Jey & Stefania Piovesan];
- 2002: Minimal Funk - Da Wave [voce di Jeffrey Jey].